# パークシティ柏の葉キャンパス

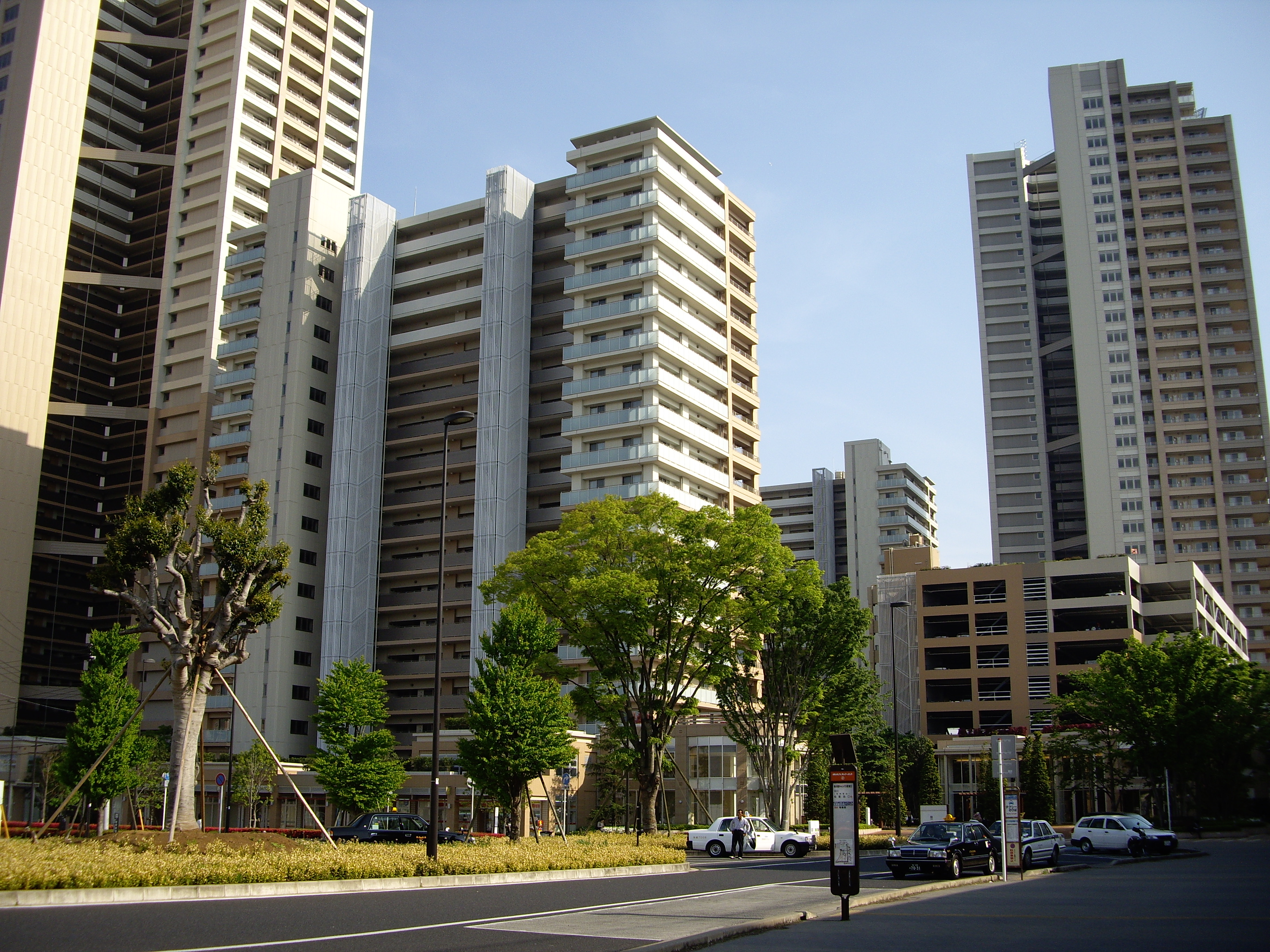
柏の葉キャンパス駅東口より一番街方面

パークシティ柏の葉キャンパス（パークシティかしわのはキャンパス）は、千葉県柏市に所在する超高層マンション群。一番街、二番街、ザ・ゲートタワーの3期に分かれて開発された。2013年度グッドデザイン賞受賞。

## 概要
2005年（平成17年）に柏の葉キャンパス駅が開業、駅周辺は柏北部中央地区一体型特定土地区画整理事業が行われ、2006年には商業施設のららぽーと柏の葉が開業した。区画整理地内の駅前周辺に大規模マンションを建設することとなり、2008年には駅前の151街区に一番街（977戸）が竣工、2011年には147街区に二番街（880戸）が竣工し、2016年には148街区にザ・ゲートタワーが順次竣工した。50メートルを超える超高層マンションは8棟建設された。ザ・ゲートタワーは柏市内で最高層の建築物となっている。

## 一番街

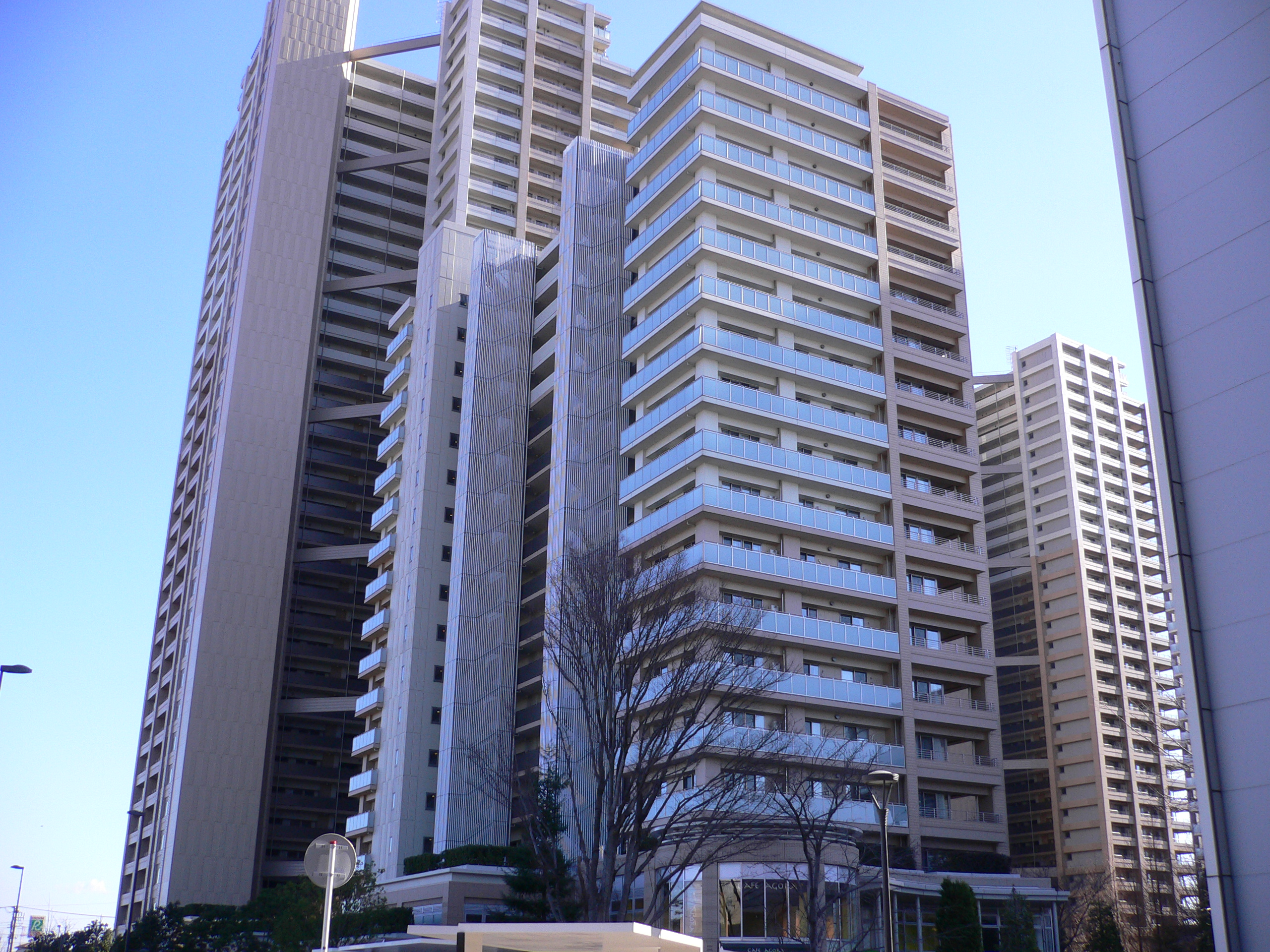
一番街（151街区）

151街区。2006年に着工。2008年に977戸が竣工。
- A棟
  - 地上35階建（114.5メートル）
- B棟
  - 地上18階建（59.3メートル）
- C棟
  - 地上34階建（111.3メートル）
- D棟
  - 地上18階建（59.3メートル）
- E棟
  - 地上32階建（104.9メートル）

## 二番街

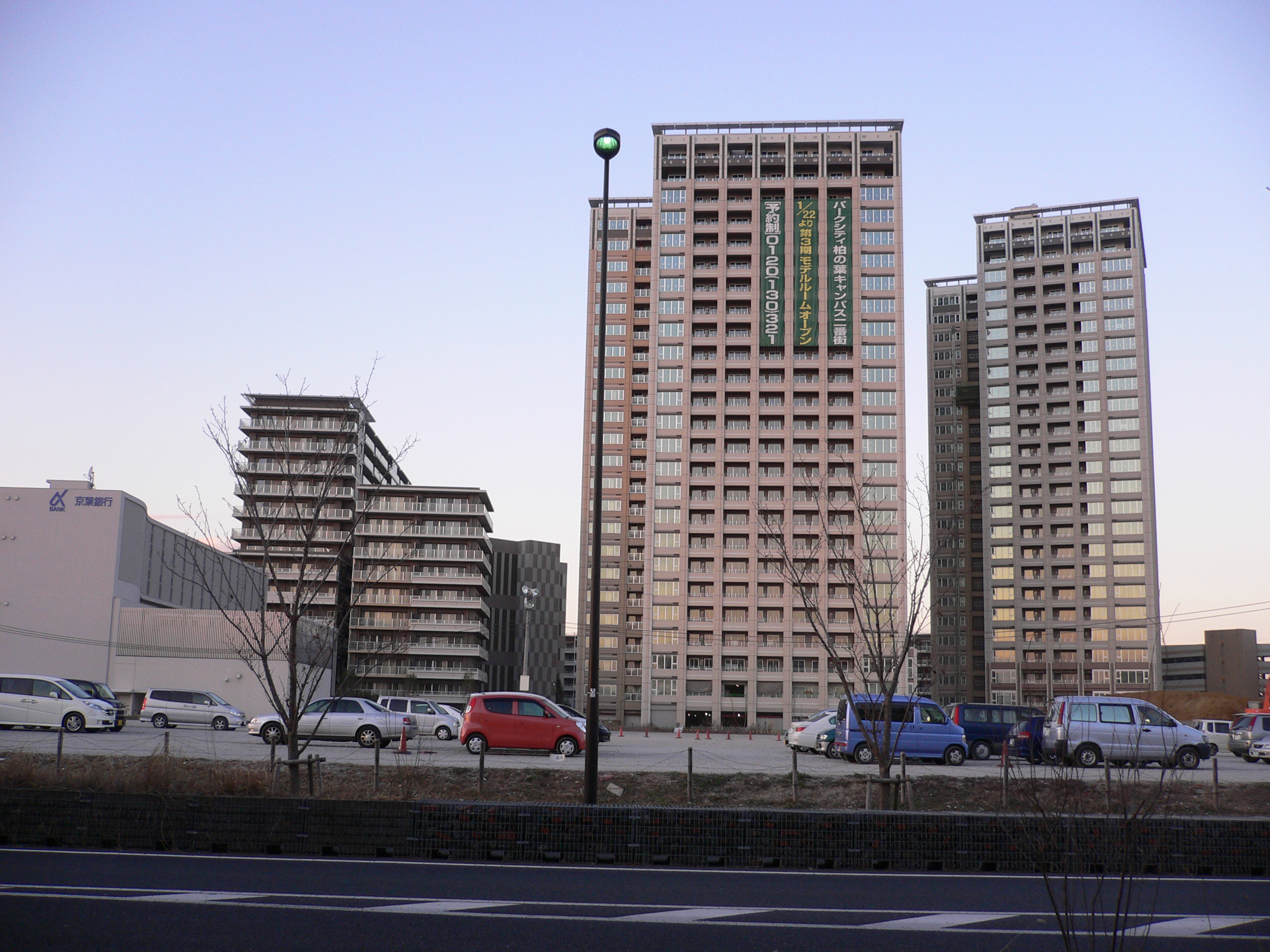
二番街（147街区）

147街区。2008年に着工。2011年に880戸が竣工。
- A・B棟
  - 地上14階建
- C・D棟
  - 地上25階地下1階建（86.85メートル）
- E・F棟
  - 地上7階建
  - 2013年度グッドデザイン賞受賞[2]。

## ザ・ゲートタワー
148街区。ザ・ゲートタワーイースト（2016年12月竣工）、ザ・ゲートタワーウエスト（2018年1月竣工）の2棟から構成されている。
- ザ・ゲートタワーイースト
  - 地上36階建（128.78メートル）
  - 分譲349戸
- ザ・ゲートタワーウエスト
  - 地上36階建（129.00メートル）
  - 賃貸491戸

## アクセス
- 鉄道
  - 最寄りの駅
    - つくばエクスプレス 柏の葉キャンパス駅
- 自動車
  - 最寄りのインターチェンジ
    - 常磐自動車道 柏インターチェンジ